# Lejos de ella
Lejos de ella (título original: Away from Her) es una película canadiense dramática de 2006 escrita y dirigida por Sarah Polley y protagonizada por Julie Christie, Gordon Pinsent y Olympia Dukakis.
La película se estrenó en el Festival Internacional de Cine de Toronto de 2006 , el Festival de Cine de Sundance y el Festival Internacional de Cine de Berlín. Se estrenó en cines el 4 de mayo de 2007 y obtuvo elogios de la crítica, que elogiaron la actuación de Christie y el guion y la dirección de Polley. La película recibió dos nominaciones en los Premios Óscar: Mejor Actriz (para Christie) y Mejor Guion Adaptado (para Polley).

## Argumento
Grant (Pinsent) y Fiona (Christie) son una pareja casada que vive retirada en el condado rural de Brant, Ontario. Fiona comienza a perder su memoria, y se hace evidente que sufre de la enfermedad de Alzheimer. A lo largo de la película, las reflexiones de Grant sobre su matrimonio se tejen con las referidas a sus propias infidelidades, y la influencia de sus eventuales decisiones sobre la felicidad de Fiona. 
Cuando ella siente que se está convirtiendo en un riesgo para sí misma, decide alojarse en un hogar de ancianos, donde una de las reglas es que un paciente no puede recibir visitas durante los primeros 30 días, con el fin de "ajustar". Receloso de esta política, Grant la acepta de todos modos, ante la insistencia de su esposa a quien ama. Durante el trayecto al establecimiento, Fiona reconoce las infidelidades sufridas, mientras Grant era un profesor universitario. A pesar de la incómoda situación, la pareja hace el amor una última vez antes de separarse. 
Cuando el período de 30 días finaliza, Grant va a visitar a su mujer, sólo para descubrir que ella se ha olvidado de él, y  volvió su afecto a Aubrey (Murphy), un hombre silencioso en una silla de ruedas que se ha convertido en su "compañero de afrontamiento" en las instalaciones. 
ve a su esposa lerda
, Grant se convierte en un voyeur infeliz cuando visita a su esposa en el hogar de ancianos. Conforme pasa el tiempo y Fiona todavía no lo recuerda, Grant se pregunta si la demencia de Fiona es un acto destinado a castigarlo por sus infidelidades del pasado. Después de algún tiempo, la esposa de Aubrey lo retira del hogar debido a dificultades financieras. Esto hace que Fiona se hunda en una profunda depresión, y su bienestar físico también parece deteriorarse. Grant es tocado por esto, y visita a Marian quien es la esposa de Aubrey (Dukakis) en un esfuerzo para que Fiona pueda volver a ver a Aubrey de nuevo. Prefiere ver a su mujer feliz con otro hombre que miserable y sola. Marian inicialmente se niega, pero la reunión conduce a una relación ocasional entre ella y Grant. 
A medida que pasa el tiempo, Grant continúa visitando tanto a Fiona como a Marian. Con el tiempo logra que Marian acepte dejarlo llevar a Aubrey de nuevo al hogar de ancianos, a visitar a su esposa. Pero en su "momento a solas" antes de hacer ingresar a Aubrey en la habitación de Fiona, esta temporalmente lo recuerda y al amor que por él siempre ha sentido. La película se cierra con un abrazo.

## Reparto
- Julie Christie como Fiona
- Gordon Pinsent como Grant
- Olympia Dukakis como Marian
- Michael Murphy como Aubrey
- Kristen Thomson como Kristy
- Wendy Crewson como Madeleine
- Nina Dobrev como Monica
- Stacey LaBerge como Fiona de joven
- Deanna Dezmari como Veronica
- Clare Coulter como Phoebe Hart
- Thomas Hauff como William Hart
- Alberta Watson como el Dr. Fischer
- Grace Lynn Kung como la enfermera Betty
- Melanie Merkosky como la enfermera cantante
- Catherine Fitch como la recepcionista

## Recepción

### Crítica

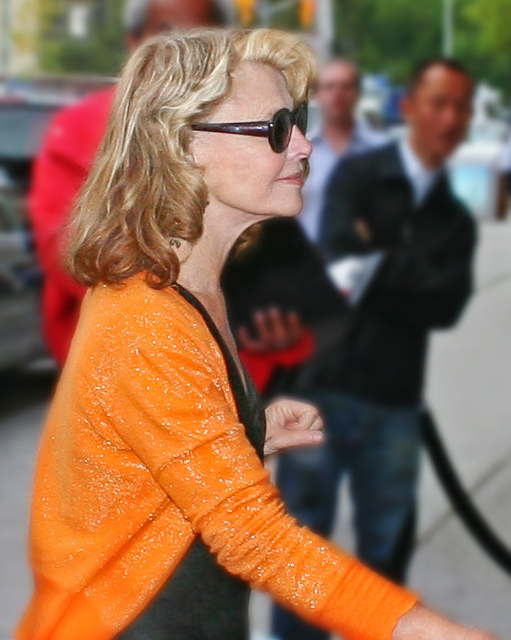
Julie Christie recibió aclamación y críticas positivas por su interpretación. Fue nominada en los Premios Oscar en la categoría de Mejor Actriz.

El film recibió mayormente críticas muy favorables. El sitio Rotten Tomatoes informó que la película posee un 95% de índice de audiencia promedio de aprobación, sobre la base de 128 críticas. Por su parte el sitio Metacritic le proporcionó una puntuación media de 88/100, sobre la base de 36 críticas.
En Canadá, el Festival Internacional de Cine de Toronto la nombró una de las 10 mejores películas canadienses del año. The Globe and Mail lo llamó "desgarrador" e "indeleble".  Geoff Pevere le dio tres estrellas en The Toronto Star , diciendo que Christie hizo una actuación maravillosa y que Pinsent fue aún mejor. 
Roger Ebert le otorgó cuatro estrellas, calificándola como la mejor de las películas sobre el Alzheimer de principios del siglo XXI y "una obra maestra desgarradora".  Peter Bradshaw , escribiendo en The Guardian , encontró la película inteligente y dijo que esta es posiblemente la mejor actuación de Christie. Dave Calhoun de Time Out dijo que la película destacaba por la idea de que el Alzheimer de Fiona es un castigo por los adulterios de Gordon. 
Dennis Harvey de Variety lo felicitó por "un escenario inteligente y discreto para actuaciones marcadas por esas mismas cualidades", destacando a Pinsent y Christie. Stella Papamichael, escribiendo para la BBC , le otorgó cinco estrellas, elogiándola como "una historia de amor renovado discreta pero poderosa y edificante", y dijo que la actuación de Christie fue memorable. Entertainment Weekly le dio una B, con Lisa Schwarzbaum escribiendo que Christie es "fascinante".
La película apareció en las listas de las diez mejores películas de 2007 de muchos críticos.

### Premios y nominaciones

#### Oscar
| Año  | Categoría            | Persona        | Resultado |
| ---- | -------------------- | -------------- | --------- |
| 2007 | Mejor actriz         | Julie Christie | Candidata |
| 2007 | Mejor guion adaptado | Sarah Polley   | Candidata |

#### Globos de Oro
| Año  | Categoría            | Persona        | Resultado |
| ---- | -------------------- | -------------- | --------- |
| 2008 | Mejor actriz - Drama | Julie Christie | Ganadora  |

#### Premios BAFTA
| Año  | Categoría    | Persona        | Resultado |
| ---- | ------------ | -------------- | --------- |
| 2007 | Mejor actriz | Julie Christie | Nominada  |

#### Premios del Sindicato de Actores
| Año  | Categoría    | Persona        | Resultado |
| ---- | ------------ | -------------- | --------- |
| 2007 | Mejor actriz | Julie Christie | Ganadora  |

#### National Board of Review
| Año  | Categoría    | Persona        | Resultado |
| ---- | ------------ | -------------- | --------- |
| 2007 | Mejor actriz | Julie Christie | Ganadora  |

#### Círculo de Críticos de Cine de Nueva York
| Año  | Categoría         | Persona        | Resultado |
| ---- | ----------------- | -------------- | --------- |
| 2007 | Mejor Actriz      | Julie Christie | Ganadora  |
| 2007 | Mejor Ópera Prima | Sarah Polley   | Ganadora  |